# Юридическое лицо
Юриди́ческое лицо́ — организация, которая имеет в собственности, хозяйственном ведении или оперативном управлении обособленное имущество, отвечает по своим обязательствам этим имуществом, может от своего имени приобретать и осуществлять имущественные и личные неимущественные права, отвечать по своим обязанностям, быть истцом и ответчиком в суде.

## Определение
Согласно БСЭ, лицо юридическое — это организация (объединение лиц, предприятие, учреждение), являющаяся субъектом гражданских прав и обязанностей, и выступающая в гражданских правоотношениях как самостоятельная целостная единица на основе устава от своего имени и несёт самостоятельную имущественную ответственность за свои долги.
В БРЭ юридическое лицо — это субъект права, наделённая правами и обязанностями организация, самостоятельно участвующая в гражданских правоотношениях наравне с физическими лицами.
Согласно статье 48 Гражданского кодекса РФ, юридическим лицом признаётся организация, которая имеет обособленное имущество и отвечает им по своим обязательствам, может от своего имени приобретать и осуществлять гражданские права и нести гражданские обязанности, быть истцом и ответчиком в суде.

## Признаки юридического лица
Основными признаками юридического лица являются:
- организационное единство;
- наличие обособленного имущества (учёт имущества на самостоятельном балансе);
- выступление в гражданском обороте и при разрешении споров в суде от своего имени;
- самостоятельная гражданско-правовая ответственность.

## Теоретические взгляды на природу юридического лица
Будучи организацией, созданной для самостоятельного хозяйствования с определённым имуществом, юридическое лицо является вполне реальным образованием, не сводимым ни к его участникам (учредителям), ни, тем более, к его работникам («трудовому коллективу»).
Вопрос о правосубъектности средневековых торговых корпораций представлял собою проблему, разрешение которой оказывалось затруднительным для средневековых юристов, так как в римском праве, к которому они обычно обращались, идея юридического лица не получила сколько-нибудь значительного развития.
Первой исторической попыткой теоретического обобщения понятия юридического лица явилась теория фикции, которая получила особенно широкое распространение в XIX веке и остаётся популярной и в наше время.
Юридическое понятие корпорации впервые возникло у глоссаторов, которые исходя из выдвинутого римскими юристами положения о том, что всё принадлежащее корпорации не принадлежит её отдельным членам (лат. quod universitatis est, non est singulorum), пришли к выводу о необходимости исключения из понятия корпорации всякого представления об индивидах, поскольку корпорация сама по себе есть нечто целое, самостоятельное и индивидуальное.
Папа римский Иннокентий IV выдвинул идею о том, что корпорации являются «фиктивными лицами». Отвечая на вопрос о том, можно ли отлучить от церкви корпорацию, в своей речи на Лионском соборе в 1245 году Иннокентий IV заявил, что всякое отлучение распространяется на душу и совесть и что поэтому не могут быть отлучаемы от церкви корпорации, у которых нет ни души, ни совести, ни воли, ни сознания и которые являются лишь отвлечёнными понятиями (лат. nomen intellectuale), правовыми наименованиями (лат. nomina sunt juris), фиктивными лицами (лат. persona ficta).
В развитие теории фикции была выдвинута теория целевого имущества, автором которой был Алоис фон Бринц. Он доказывал, что права и обязанности могут как принадлежать конкретному человеку (субъекту), так и служить лишь определённой цели (объекту). Во втором случае субъект права вообще не требуется, так как его роль выполняет обособленное с этой целью имущество (в том числе отвечающее за долги, сделанные для достижения соответствующей цели), которое по традиции наделяется свойствами субъекта права, хотя на самом деле в этом нет необходимости, а потому не нужно и само понятие юридического лица. Во французской литературе близкие по сути взгляды высказывались М. Планиолем.
Другим вариантом развития теории фикции стала теория интереса, выдвинутая крупнейшим германским теоретиком права Рудольфом Иерингом. Он считал, что права и обязанности юридического лица в действительности принадлежат тем реальным физическим лицам, которые фактически используют общее имущество и получают от него выгоды («дестинаторам»). С его точки зрения, юридическое лицо представляет собой некий единый центр для прав «дестинаторов», искусственно созданный с помощью юридической техники для упрощения ситуации, особую форму обладания имуществом многими физическими лицами для некоторых общих целей.
С развитием различных видов юридических лиц в противоположность фикционным теориям стали выдвигаться теории, признающие реальность юридического лица как субъекта права (реалистические теории юридического лица). В германской и французской цивилистике появились теории, рассматривавшие юридическое лицо как особый социальный организм, «духовную реальность» или «человеческий союз» со своей собственной волей, не сводимой к совокупности воль составляющих его отдельных физических лиц (Г. Ф. Беселер, О. Гирке, Р. Саллейль, П. Мишу).
В цивилистической науке СССР также был выдвинут ряд теорий, объясняющих сущность юридического лица, прежде всего применительно к господствовавшим в экономике СССР государственным организациям (предприятиям и учреждениям). При этом отвергалась теория юридического лица как обособленного, персонифицированного имущества (поскольку государственное имущество даже при передаче его в распоряжение государственному предприятию оставалось собственностью государства и в этом смысле действительно не обособлялось от имущества учредителя). Теория социальной реальности Д. М. Генкина рассматривала юридическое лицо в качестве «социальной реальности» (а не фикции), наделённой определённым имуществом для достижения общественно полезных целей или для решения социально-экономических задач государства и общества. Но господствующей теорией в советской цивилистической доктрине стала теория коллектива, обоснованная в работах А. В. Венедиктова и С. Н. Братуся, согласно которой юридическое лицо является реально существующим социальным образованием, имеющим «людской субстрат» (сущность) в виде коллектива его работников, за которым стоит всенародный коллектив трудящихся, организованный в государство.
При переходе к рыночной организации хозяйства теория коллектива, отвечавшая потребностям огосударствлённой экономики, выявила ряд присущих ей серьёзных недостатков. Так, разрешение гражданам заниматься предпринимательской деятельностью путём создания производственных кооперативов, последовавшее в конце 1980-х годов, в соответствии с законом предполагало обязательное наличие «людского субстрата» (не менее трёх членов), но не требовало обособления какого-либо имущества при начале его деятельности. В такой ситуации учредители кооператива могли не вкладывать в него ни копейки собственных средств (например, арендуя государственное имущество, беря ссуду в банке и т. п.), исключая для себя какие-либо имущественные затраты, что создавало для кредиторов такого кооператива угрозу того, что он окажется неплатёжеспособным.
Теория коллектива не даёт также удовлетворительного объяснения существования «компаний одного лица» — хозяйственных обществ, имеющих единственного учредителя или участника, которые получили значительное развитие в современной рыночной экономике.
В современной зарубежной правовой литературе теориям юридического лица обычно не уделяется большого внимания. Например, немецкие теоретики пишут, что юридическое лицо следует рассматривать в качестве обобщающего юридико-технического понятия, служащего для признания «лиц или вещей» (предметов) правоспособными организациями, а сущность этого понятия объясняется многочисленными теориями, которые «не имеют практического значения и не обладают большой познавательной ценностью».

## Правосубъектность юридических лиц
Правосубъектность юридических лиц отличается от правосубъектности физических лиц (например, юридическое лицо не может завещать своё имущество). Содержание правосубъектности юридических лиц: возможность приобретения прав, юридическое лицо отвечает за свои обязательства, имеет наименование, а также местонахождение. Существуют требования закона к наименованию юридического лица, например, в наименовании должно содержаться указание на организационно-правовую форму юридического лица, а касаемо некоммерческих организаций — на характер их деятельности.
Местонахождение юридического лица определяется по государственной регистрации, если иное не предусмотрено законом. Законодатель устанавливает особое требование к хозяйственным обществам, данный тип юр. лиц должен иметь почтовый адрес. Местонахождение юридического лица указывается в учредительном документе.
Приобретение прав и обязанностей юридическим лицом происходит посредством действий его органов (п. 1 ст. 53 ГК), а в установленных законом случаях юр. лицо может приобретать права и обязанности через своих участников (п. 2 ст. 53 ГК).
В содержание правосубъектности юридического лица также входит возможность создавать филиалы и представительства, являющиеся обособленными подразделениями юридического лица.

## Ликвидация юридического лица
Юридическое лицо прекращает существование в случае его ликвидации. Ликвидация юридического лица влечёт утрату им гражданской правоспособности. Порядок осуществления ликвидации юридического лица определяется законом.

## Государственная регистрация юридических лиц в России
Порядок государственной регистрации юридических лиц определён Федеральным законом от 08.08.2001 № 129-ФЗ «О государственной регистрации юридических лиц и индивидуальных предпринимателей».
За государственную регистрацию ЮЛ оплачивается государственная пошлина в размере 4000 рублей, а за гос. регистрацию ИП — 800 руб, в соответствии с законодательством о налогах и сборах.
Документы представляются заявителем в налоговые органы в соответствии с территориальной принадлежностью адреса места нахождения исполнительного органа юридического лица, указанного учредителями в заявлении о государственной регистрации, лично или направляются почтовым отправлением с объявленной ценностью при его пересылке и описью вложения.
Заявление, представляемое в регистрирующий орган, удостоверяется подписью уполномоченного лица (заявителя), подлинность которой должна быть засвидетельствована в нотариальном порядке. При этом заявитель указывает свои паспортные данные или в соответствии с законодательством Российской Федерации данные иного удостоверяющего личность документа и идентификационный номер налогоплательщика (при его наличии).
Законом определено, что уполномоченным лицом (заявителем) могут быть только физические лица. К ним относятся:
- руководитель постоянно действующего исполнительного органа регистрируемого юридического лица или иное лицо, имеющие право без доверенности действовать от имени этого юридического лица;
- учредитель (учредители) юридического лица при его создании;
- руководитель юридического лица, выступающего учредителем регистрируемого юридического лица;
- конкурсный управляющий или руководитель ликвидационной комиссии (ликвидатор) при ликвидации юридического лица;
- иное лицо, действующее на основании полномочия, предусмотренного федеральным законом, или актом специально уполномоченного на то государственного органа, или актом органа местного самоуправления.

При государственной регистрации создаваемого юридического лица в регистрирующий орган представляются следующие документы:
а) подписанное заявителем заявление о государственной регистрации по форме, утверждённой Правительством Российской Федерации. В заявлении подтверждается, что представленные учредительные документы соответствуют установленным законодательством Российской Федерации требованиям к учредительным документам юридического лица данной организационно-правовой формы, что сведения, содержащиеся в этих учредительных документах, иных представленных для государственной регистрации документах, заявлении о государственной регистрации, достоверны, что при создании юридического лица соблюдён установленный для юридических лиц данной организационно-правовой формы порядок их учреждения, в том числе оплаты уставного капитала (уставного фонда, складочного капитала, паевых взносов) на момент государственной регистрации, и в установленных законом случаях согласованы с соответствующими государственными органами и (или) органами местного самоуправления вопросы создания юридического лица;
б) решение о создании юридического лица в виде протокола, договора или иного документа в соответствии с законодательством Российской Федерации;
в) учредительные документы юридического лица (подлинники или засвидетельствованные в нотариальном порядке копии);
г) выписка из реестра иностранных юридических лиц(при необходимости) соответствующей страны происхождения или иное равное по юридической силе доказательство юридического статуса иностранного юридического лица — учредителя;
д) документ об уплате государственной пошлины.

## Необходимые атрибуты юридических лиц
Юридические лица делятся на коммерческие и некоммерческие организации. Юридическое лицо должно обладать учредительными документами (обычно это устав), местом нахождения и исполнительным органом. Почти для всех типов юридических лиц местом нахождения является адрес, по которому находится (или должен находиться в соответствии с учредительными документами) постоянно действующий исполнительный орган. Юридическое лицо действует только в пределах, описанных в учредительных документах. Юридическое лицо приобретает гражданские права и принимает на себя гражданские обязанности через свои органы, действующие в соответствии с законом, иными правовыми актами и учредительными документами (примерами таких органов являются директор, председатель правления, общее собрание участников).

## Место нахождения юридического лица
В настоящее время многие организации указывают в качестве своего места нахождения адрес, по которому данная организация отсутствует (такой адрес неофициально называется юридическим адресом). Для того, чтобы заинтересованное лицо могло связаться с организацией, используют почтовый адрес. Обычно такой адрес используется для различной официальной переписки с организацией. Например, по такому адресу можно официально известить организацию о дне судебного заседания. Практически все национальные правовые системы в мире содержат норму, аналогичную ст. 123 «Надлежащее извещение» АПК РФ. Также используется понятие фактический адрес — адрес, по которому фактически находится организация.

## Количество юридических лиц в России
По данным Федеральной налоговой службы России, число действующих в стране юридических лиц на 1 июля 2011 года составило 4,532 млн. Из них 3,835 млн коммерческие организации и 696 тыс. некоммерческие. Среди коммерческих в форме общества с ограниченной ответственностью зарегистрированы 92,1 % организаций, 4,9 % — в форме непубличного или публичного акционерного общества.
В стадии ликвидации на 1 июля 2011 года находилось 133 тыс. организаций.

## Виды юридических лиц в России
В зависимости от формы собственности:
- государственные
- частные (негосударственные)

В данной классификации можно учесть прямую аналогию с принятым зарубежным делением:
- юридические лица публичного права
- юридические лица частного права

В зависимости от целей деятельности:
- Коммерческие
- Некоммерческие

По составу учредителей:
- Юридические лица, учредителями которых являются только юридические лица (союзы и ассоциации)
- Только государственные (унитарные предприятия)
- Любые субъекты гражданского права (все остальные юридические лица)

По характеру прав участников выделяют организации:
- на имущество которых учредители имеют право собственности или иное вещное право (государственные и муниципальные предприятия, а также учреждения)
- в отношении которых их участники имеют обязательственные права (хозяйственные товарищества и общества, кооперативы)
- в отношении которых их участники не имеют имущественных прав (общественные объединения, религиозные организации, фонды и объединения юридических лиц)

В зависимости от объёма вещных прав организации выделяют юридические лица, обладающие правом:
- оперативного управления на имущество (учреждения, казённые предприятия)
- хозяйственного ведения (государственные и муниципальные предприятия, кроме казённых)
- собственности на имущество (все другие юридические лица)

В ГК РФ и других законах («О некоммерческих организациях», «Об общественных объединениях», Жилищном кодексе России) предусмотрены следующие виды организационно-правовых форм юридических лиц:
- Коммерческие организации
  - Хозяйственное товарищество
    - Полное товарищество
    - Товарищество на вере (коммандитное)

  - Хозяйственное общество
    - Публичное акционерное общество
    - Непубличное общество
      - Непубличное акционерное общество
      - Общество с ограниченной ответственностью

  - Производственный кооператив
  - Унитарное предприятие
    - Основанное на праве хозяйственного ведения
    - Основанное на праве оперативного управления (казённое предприятие)

  - Хозяйственное партнёрство
- Некоммерческие организации
  - Общественное объединение в том числе
    - Общественная организация в том числе:
      - Национально-культурная автономия
      - Профессиональный союз

    - Общественное движение
    - Общественный фонд
    - Общественное учреждение
    - Орган общественной самодеятельности
    - Политическая партия

  - Община коренных малочисленных народов Российской Федерации
  - Торгово-промышленная палата
  - Религиозное объединение
  - Некоммерческое партнёрство
  - Учреждение, включая органы государственной власти
  - Фонд
  - Автономная некоммерческая организация
  - Ассоциация и союз
  - Потребительский кооператив
  - Специализированные кооперативы: гаражно-строительные, жилищные, жилищно-строительные
  - Товарищество собственников жилья
  - Кредитный потребительский кооператив
  - Общество взаимного кредитования (кредитный потребительский кооператив граждан)
  - Государственная корпорация
  - Государственная компания

Территориальные отделения общественных организаций могут регистрироваться в качестве юридических лиц самостоятельно.
Коммерческие юридические лица могут создаваться только в организационно-правовых формах, предусмотренных ГК РФ. Некоммерческие юридические лица могут создаваться и в иных предусмотренных законом организационных формах.

### Исторические материалы
- Развитие учения о юридическом лице / соч. Л. Л. Гервагена. — Санкт-Петербург : Тип. И. Н. Скороходова, 1888. — XV, [1], 91 с.; 24 см.
- О юридических лицах / [Соч.] А. Евецкого. — Киев : тип. аренд. Д. Повальским, 1876. — [2], 63 с.; 23.
- Теория права : (Юрид. догматика) / [Соч.] Михаила Капустина, [проф. междунар. права в Моск. ун-те]. Т. 1-. — Москва : Унив. тип. (Катков и К°), 1868—1869. — 20. [Общая догматика]. — 1868—1869. — [8], 28, 352, 4 с.
- Нечаев В. М. Юридическое и физическое лицо // Энциклопедический словарь Брокгауза и Ефрона : в 86 т. (82 т. и 4 доп.). — СПб., 1890—1907.
- Покровский И. А. История Римского Права. Издание 3-е, исправленное и дополненное. 1917